# Franko Grgić
Franko Grgić (Spalato, 31 gennaio 2003) è un nuotatore croato.

## Biografia
Con il tempo di 14'46"09 fatto nei 1500m dei Mondiali giovanili di Budapest 2019 è diventato il 16enne più veloce della storia in tale categoria, polverizzando il precedente primato di Mack Horton per ben 6 secondi.
Nel 2019 è stato uno dei 5 candidati in corsa al prestigioso premio "Piotr Nurowski" come miglior giovane atleta europeo assegnato dal EOC, gli fu assegnato il secondo posto dietro l'ucraina Jaroslava Mahučich.
Il 31 agosto 2019 gli fu concesso il giro di campo celebrativo, del successo di Budapest, allo Stadio Poljud prima del derby croato tra l'Hajduk Spalato e la Dinamo Zagabria.
Nel dicembre 2019 è stato premiato dalla nota rivista croata Sportske novosti come miglior giovane atleta dell'anno.

## Palmarès
- Mondiali giovanili

Budapest 2019: oro nei 1500m stile libero e nei 800m.
- EYOF

Baku 2019: oro nei 1500m stile libero e nei 400m.